# Zapardiel de la Ribera (kommun)
Zapardiel de la Ribera är en kommun i Spanien.   Den ligger i provinsen Provincia de Ávila och regionen Kastilien och Leon, i den centrala delen av landet, 140 km väster om huvudstaden Madrid. Antalet invånare är 119.